# Víctor Casas
Víctor Casas Rey (La Corunya, 31 de juliol de 1900 - Poio, 12 de novembre de 1936) va ser un articulista i polític gallec.
El 1916 va ingressar en la Irmandade da Fala de La Corunya. Després d'abandonar el seu treball com viatjant venedor de calçat, en 1918 va participar en la I Assemblea Nacionalista de Lugo, de la qual va sortir el «Manifest Nacionalista», que constituiria la base comuna de tots els programes del nacionalisme gallec fins a la guerra civil espanyola, i va combatre la dictadura de Miguel Primo de Rivera. Al costat de Federico Zamora va recórrer la regió per a dur el missatge del nacionalisme gallec.
Actiu col·laborador de les Irmandades da Fala, i director d'A Nosa Terra des de 1922, va ser un dels impulsors de l'ORGA, participant en les reunions constituents del partit durant setembre de 1929. Va acceptar el Pacte de Lestrove (26 de març de 1930), però no el Compromís de Barrantes (25 de setembre de 1930) organitzat pel Partido Autonomista Galego, i signat per Risco, Otero, Castelao, Cuevillas, Paz Andrade i Portela Valladares. No obstant això, desencantat de l'ORGA, per la seva deriva estatalista, va participar, en 1931 en la fundació del Partit Galleguista, que va ser president en la província de Pontevedra i de La Corunya.
Partidari de l'aliança amb el Front Popular, després del cop d'estat que va donar lloc a la Guerra Civil, va ser detingut, condemnat per un Consell de Guerra i afusellat per les tropes franquistes en el bosc de Careira, a Poio, a quatre quilòmetres de Pontevedra, al costat d'uns altres nou republicans.